# 阿夫瑪麗亞 (佛羅里達州)
阿夫瑪麗亞（英語：Ave Maria）是位於美國佛羅里達州科利爾縣的一個非建制地區。該地的面積和人口皆未知。

## 地理
阿夫瑪麗亞的座標為26°20′12″N 81°26′12″W / 26.33667°N 81.43667°W，而該地的平均海拔高度為6米（即18英尺）。